# 柳林镇 (巨野县)
柳林镇位于中国山东省菏泽市巨野县西南部，地处巨野、成武、定陶、牡丹区三县一区交界处，共有人口6.2万人，辖49个行政村，总面积123平方公里。万福河流经其南部。邮编：274922。

## 行政
1958年9月，根据中共中央、毛泽东主席关于在农村建立人民公社的号召和指示，巨野县于8日～12日制定了人民公社区划和调整方案，合并23个乡，成立11处人民公社。柳林公社为其中之一。
1983年4月29日，经山东省政府批准，公社改乡。
1995年10月23日，撤销巨野县柳林乡，设立柳林镇。
2001年2月6日，撤销张表乡，其行政区域并入柳林镇。
现任镇党委书记：孙学兵，镇长：国清强。

## 经济

### 农业

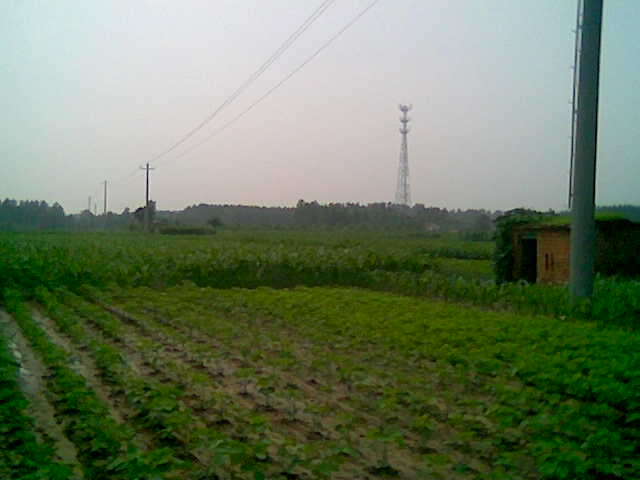
随处可见的农田

主产传统作物小麦、棉花，近年大蒜、桑蚕业发展迅速。

### 畜牧业
柳林镇为菏泽市养牛示范镇。鲁西黄牛，号称中华国宝，曾经呈现村村建场、户户养牛的局面。现有柳林镇畜牧园区、五一养殖小区、鲁西特种动物养殖场等示范畜牧园区。2005年被菏泽市评为全市畜牧生产先进乡镇。

### 工商业
林产品加工业成为该镇的主导产业。全镇现有以食品加工、酿造等为主的企业超过百家。详见企业列表。

### 万福煤矿
巨野煤田的规划区内。巨野煤田共七对矿井，其中位于柳林镇的万福煤矿目前已开工建井。万福煤矿地质储量5亿吨，工业储量3.26亿吨，可采储量2亿吨，井型180万吨／年，服务年限70年[2]。

## 教育
镇上有初级中学柳林镇第一中学、柳林镇第二中学，其中柳林镇第一中学为巨野县规范化学校。部分村庄设小学，镇上有中心小学。

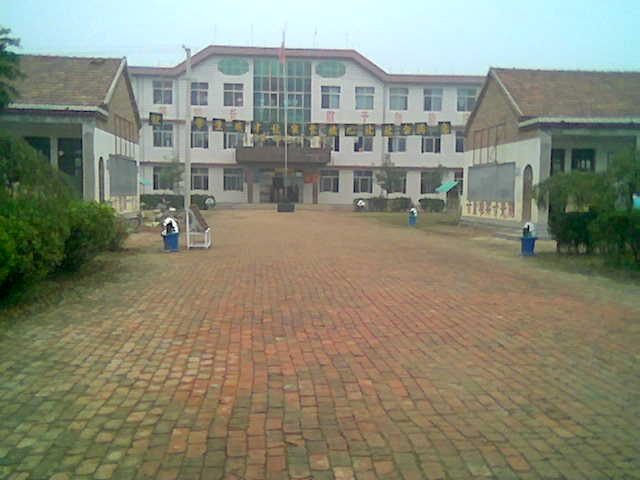
柳林镇中学。

## 万福河
根据公元1840年（清道光20年）《巨野县志》记载：

万福河即柳林河。自定陶县西南古河汇流，东北经巨野县柳林集，遂名柳林河。又东经戴家楼、泗河集、姚家桥、田家桥，入金乡县界；又东经武家坑，入三家湾河，会彭家河。又东经十里铺桥，至张家土坝，折而南，入小引河，与涞河会。自此合流，东北经北田家寺，入鱼台县界，达济宁州，会诸河之水，入旧运河。

1933年《中国建设》刊登的“查勘报告”中载述：

万福河发源于定陶县之髣山与天奶奶庙二地。源于天奶奶庙者，名曰南渠河；源于髣山者，名曰中渠河。二渠河自发源地东行45里，至苗固店相汇合，即名万福河。经定陶、巨野、成武、金乡、鱼台5县，于鱼台东北部吴坑入南阳湖。全长125里，为鲁西南排洪主要河道。

万福河形成于宋朝。北宋期间，黄河屡决滑县，东行经东明、菏泽，直趋“菏泽湖”。然后分为两股：一股经济水故道，东北出大清河入海；一股经古菏水，东南流经鱼台入泗而注淮。在此基础上，进一步演变为清代的柳林河和后来的万福河。

## 行政村
下属49个行政村：张表村(又名张表集)、柳林村(又名柳林集，为镇政府驻地)、徐堂、刘楼、前王庄、徐庄、义和集、张楼、葛集、崔庄、吕坑、孟庄、毛胡同、王西庄、马楼、东葛集、西葛集、前陈楼、后陈楼、张庄、火头刘、西蒋海、东蒋海、张堂、大李楼、杜庄、戴楼等。其中，张表村原为张表乡政府驻地。辖区人口最多的姓氏为王姓闫河村。

## 企业列表
- 鲁西南果蔬有限公司
- 巨野县三喜酒业食品有限公司

## 柳林特色
- 柳林羊肉汤